# Sten Cederfeldt
Sten Cederfeldt, född 4 november 1702, död 10 juni 1773 i Skredsvik, var en svensk jurist och ämbetsman.
Sten Cederfeldt blev student vid Lunds universitet 1715, auskultant i Göta hovrätt 1721, häradshövding i Sotenäs, Sörbybygdens, Tunge, Lane och Stångenäs härader i Bohuslän 1724. Han fick lagmans titel 1724 och blev lagman i Bohusläns lagsaga 1724 samt expeditionssekreterare hos Justitiekanslern 1772.
Han var son till Christian Cederfelt (Sommar) och hans hustru Margaretha Catharina Thulin.